# Marie-Cécile Naves
Marie-Cécile Naves, née à Tulle, est une sociologue et politiste française, directrice de recherche à l'Institut de relations internationales et stratégiques (IRIS). Spécialiste des États-Unis, elle s'exprime aussi sur les thèmes du sport, de la citoyenneté, du féminisme et du genre.

## Biographie
Originaire de Tulle, qu'elle quitte pour ses études supérieures à l'âge de 17 ans, elle réalise une thèse de science politique intitulée Sociologie d'une controverse politico-intellectuelle : production, diffusion et réception, dans l'espace intellectuel français, de la théorie de la Fin de l'histoire de Francis Fukuyama à l'université Paris-Dauphine, sous la direction de John Crowley. Elle publie sa thèse sous l'intitulé La fin des néoconservateurs ? en 2009, puis elle réalise une recherche postdoctorale en sciences de l'information et de la communication à la Fondation Maison des sciences de l'homme.

## Carrière professionnelle

### Enseignement
Elle a enseigné, de 1999 à 2010, à l'université et à Sciences Po Lille. 
En 2010, elle est recrutée comme responsable de projet au Centre d'analyse stratégique, devenu France Stratégie, et elle est conseillère au sein de la Conférence des présidents d'université.

### Genre et stéréotypes
Marie-Cécile Naves et Vanessa Wisnia-Weill remettent en 2014 un rapport intitulé « Lutter contre les stéréotypes filles-garçons. Un enjeu d'égalité et de mixité dès l'enfance » à la ministre des Droits des Femmes Najat Vallaud-Belkacem. Le document comporte 30 propositions de politiques publiques sur la socialisation de l'enfance et de l'adolescence.
Les différentes études et chroniques publiées par Marie-Cécile Naves portent sur l'hypersexualisation de l'espace public, la marginalisation du sport féminin, les droits des femmes à l'international et l'égalité femmes-hommes.

### Sport et citoyenneté
Marie-Cécile Naves est membre du comité scientifique du laboratoire d'idées Sport et Citoyenneté (en). En 2017 paraît son livre coécrit avec Julian Jappert Le pouvoir du sport , un état des lieux des pratiques dans l'Union européenne sur le sport pour toutes et tous à tous âges, s'intéressant à la cohésion sociale, aux discriminations et violences liées notamment au sexisme, au racisme et au capacitisme, ou encore à son modèle économique, ainsi qu'à la géopolitique du sport.
Dans la continuité des recherches de la sociologue sur les stéréotypes de genre, le livre aborde spécifiquement la discrimination contre les filles et les femmes dans le sport et leur place minoritaire dans le sport de haut niveau : « En effet, le sport constitue l'activité de loisir où les stéréotypes de genre sont les plus présents, parce qu'il est historiquement un lieu privilégié de construction de la virilité et parce que l'instrumentalisation de la biologie y est très forte. ».

### États-Unis
En 2015, elle publie Le nouveau visage des droites américaines : les obsessions morales, raciales et fiscales des États-Unis. La sociologue analyse les États-Unis de l'après-Obama. En 2016, elle publie Trump : l'onde de choc populiste, dans lequel elle évoque le parcours et la stratégie d'action de Donald Trump en lien avec la vague populiste et identitaire qui lui a permis d'accéder au pouvoir. Elle consacre un deuxième ouvrage à Donald Trump en 2018, Trump, la revanche de l'homme blanc, dans lequel elle estime que celui-ci souhaite réhabiliter un modèle de société fondé et construit sur la domination masculine et blanche, en rapport avec le mouvement masculiniste, construit en opposition au féminisme, et la continuité nostalgique de la ségrégation raciale. En 2018, elle fait également paraître le manuel Géopolitique des États-Unis.
En 2020, elle publie La démocratie féministe, un essai sur le leadership féministe qui est l'opposé du pouvoir viriliste et prédateur incarné par Donald Trump. Cependant, sa vision, favorable à un apport, lié à des compétences particulières, du féminisme plus que du féminin à l'exercice du pouvoir politique, n'inscrit pas cette fierté particulière du pouvoir féministe et féminin dans le sillage d'un essentialisme postulant de capacités féminines naturelles, mais y voit une récupération des stéréotypes dévalorisants d'origine culturelle, dissociant entièrement ces deux types idéologiques, ce en quoi sa pensée présente justement une grande originalité. Elle défend plutôt une démocratie féministe politiquement et sociétalement libérale et alternative, incluant les sciences et techniques.
Son expertise est parfois sollicitée par des médias français,.

### Activités de blogueuse
Marie-Cécile Naves tient un blog sur le HuffPost, où elle aborde des questions d'actualité liées au sport, au genre et aux États-Unis. Elle tient également un blog sur Mediapart.

## Décoration
- Chevalière de l'ordre des Palmes académiques en 2017.

## Publications
- Erwan Lecœur, Jean-Yves Camus et Nonna Mayer, Dictionnaire de l'extrême droite, Ouvrage collectif, Paris, Éditions Larousse, 2007, 310 p. (ISBN 2035826225).
- La fin des néoconservateurs ?, Paris, Ellipses, 2009, 141 p.  (ISBN 978-2729843830).
- Le nouveau visage des droites américaines : les obsessions morales, raciales et fiscales des États-Unis, Limoges, Fyp éditions, 2015, 191 p. (ISBN 978-2-36405-127-0).
- Trump : l'onde de choc populiste, Limoges, Fyp éditions, 2016, 144 p.  (ISBN 978-2364051416).
- Avec Julian Jappert, Le pouvoir du sport, Limoges, Fyp éditions, 2017, 192 p.  (ISBN 978-2364051430).
- Trump : la revanche de l'homme blanc, Paris, Textuel, 2018, 154 p. (ISBN 978-2-84597-644-3).
- Géopolitique des États-Unis, Paris, Eyrolles, 2018, 182 p. (ISBN 978-2-212-56873-8).
- Le sport, outil d'émancipation des filles et des femmes à travers le monde, Sport et Citoyenneté, 2019.
- François Durpaire (dir.), Histoire mondiale du bonheur, ouvrage collectif, Paris, Le Cherche midi, 2020, 448 p.  (ISBN 978-2749160979).
- La Démocratie féministe : réinventer le pouvoir, Paris, Calmann-Levy, 2020, 320 p. (ISBN 978-2-7021-8002-0).